# Kaiketsu Lion-Maru
Kaiketsu Lion Maru (快傑ライオン丸, Kaiketsu Raionmaru), lit. Heroico Lion Man, O Vigilante Cavaleiro Lion Man (ou "Lion Man Branco" como ficou conhecido no Brasil), é um Tokusatsu de ação e aventura da franquia Lion Man, que foi ao ar no Japão de 1 de abril de 1972 à 7 de abril de 1973, na Fuji TV. A série foi produzida pela P-Productions, a mesma produtora de O Vingador do Espaço e  Spectreman. .

## Enredo
No final do século 16, durante o período Sengoku do Japão, um trio de órfãos composto por Shishimaru, Saori e Kosuke viaja pelo país lutando contra o demônio Gosun e seu exército de monstros. Através de uma espada presenteada por seu mestre Kashinkoji, Shishimaru é capaz de se transformar em Lion Man, um poderoso homem-leão.

## Personagens[2]

### Principais e Aliados
- Shishimaru (狮子 丸?): Um homem que se torna Lion Man (ライオン 丸, Lionmaru?). Após desembainhar a katana Kinsachi (キン サチ?) e proferir as palavras "Oh Vento, Oh Luz, Formação Lion Man" (Kaze o! Hikari o! Ninpuu Shishi-Hengen!), transforma-se no Lion Man branco. É mostrado que ele tem vários poderes quando transformado, um deles é o fogo do leão.
- Saori: Uma lutadora acrobática que muitas vezes acaba em perigo.
- Kosuke: O garoto que usa sua flauta para chamar o Hikarimaru Pegaso.
- Tora Jōnosuke: Um homem contratado por Gosun, usa a misteriosa espada Ginsachi (? ギンサチ) para se tornar Joe Tiger (タイガー ジョー, Taiga Jo?), diferente do atual Joe Tiger do Lion Man laranja.

### Vilões
- Gosun (豪 山, Gosan): Principal vilão da série. Até o episodio 27 era apenas mostrado sua boca e uma mão dourada num pedestal mais depois deste episodio foi mostrado sua verdadeira foma, ele é um monstro de tamanho enorme com a cabeça parecida com a de um morcego e seu corpo está com uma armadura seus pés e mãos são parecidos com de um lagarto. Sua forma humana é de um samurai com um longo bigode e com um elmo de guerra, com uma armadura, com roupas laranjas embaixo. Gosun também tinha duas espadas uma wanzaki e uma katana presas em uma faixa.

- Diabo Debonoba: Filho de Gosun que apareceu a partir do episódio 8 comandando os Ninjas Dokuros. Sua aparência era de um monstro azul humanoide, suas armas eram uma espada chinesa e uma arma de pólvora de 3 tiros.

- Ninja Negro: Subordinado de Gosun que liderou os Ninjas Caveiras por alguns episódios. O que o diferenciava deles é que sua máscara só escondia os olhos. Algumas das máscaras tinham cruzes, e normalmente usava uma odachi como arma.

- Ninjas Dokuros: São ninjas humanoides trajados de cor preta, verde, vermelha ou laranja e com máscara de caveira. Usavam arcos, lanças e espadas.

## Elenco
- Tetsuya Ushio como Shishimaru
- Kujo Akiko como Saori
- Norihiko Umechi como Kosuke
- Kazuo Kamoshida como Lion Man
- Shingo Fukushima como Joe Tiger
- Kiyoshi Kobayashi como Akuma Gosun / Satan Goss (voz)
- Takanobu Tohya como Devildoba
- Koji Tonohiro como Tora Jōnosuke [episódios 27-30, 36-41]
- Yoshitaka Fukushima como Tora Jōnosuke [episódios 42-54]
- Shinohara Daisaku como Narrador

## Trilha sonora
- Tema de abertura: "Kaze yo Hikari yo" (風 よ 光 よ?, Oh vento, Oh Luz) por Yuki Hide e Young Fresh.
- Tema de encerramento: Lion Maru ga Yattekuru, por Young Fresh.

## Episódios
1. Orochi, o mensageiro de Satanás

2. Derrube o Monstro da Montanha

3. O Demônio da Floresta Wakuramba

4. Companhia do bombardeio Musasabian!

5. Abo, o Shinigami que veio do inferno

6. Cannibal, a flor Furawanda

7. A Maldição do peixe elefante Kanayama

8. Satanás e o avatar Debonoba Iwageba

9. Solicita-se o zumbi fantasma vampiro mortal

10. Documentário mortal nas novas águas

11. Gamakiriân, a Lagosta do Inferno!

12. Armadilhas marítimas do monstro Giroji

13. O misterioso comedor de peixes monstro Umikaburo

14. O monstro errante Nezuganda

15. Jigokudani VS Eresanda

16. A segunda invasão do urso Mereonga

17. O monstro Noro Jeromo e o sistema do Diabo

18. O monstro Esan Muiodoro que chora

19. O monstro Sunset Showdown criança!

20. Tracker Kumaoroji, o matador

21. Hannyarasu Lullaby, a mãe amorosa

22. O monstro Kibagira rouba a flauta

23. O fantasma escorpião e a cobra Dakatsu

24. O monstro Musashi Kite e o corte voador de Lion Man

25. O monstro caçador sombra Mosugaiga

26. O último capitão Kuwarugirubi

27. A íra de Gosun!

28. O espadachim do mal Joe Tiger

29. O fantasma sombrio Dokuronga

30. O monstro Matsuba Tsuponmatsu e o mistério da lava

31. A espada demoníaca e o ódio de Orochijunia

32. O memorando secreto de Gamaurufu

33. Os bandidos impiedosos de Gamemadara

34. O monstro Run Panda e a melodia da morte

35. O monstro Arisazen e a risada sangrenta

36. O monster Hachigaraga e a lança cortante

37. O monstro Todokazura que ataca os homens

38. O monstro Tatsudorodo e o secredo de Gosun

39. O monstro buda Kichiku que sente o mal

40. A segunda íra de Gosun!

41. A meta do coração de Satanás Gosun!

42. Kirugoddo e o fluxo da morte

43. O fantasma traiçoeiro Girara Pass

44. Por favor, procure a lágrima do fantasma Meganda

45. O monstro Hanzaki e a única maneira de matar

46. O jogador fantasma negro Biwa Noiza

47. O monstro Gemma e o caixão do inferno

48. O fantasma Mafian e as feridas assassinas

49. O monstro Mura que matou o terrível gerente

50. O último rúgido de Lion Man! O monstro Juukaku

51. O monstro Abuta que matou uma multidão de oito pessoas

52. O monstro Gonraddo e os seis primeiros Chi da barragem de morfismo

53. A triste morte de Joe Tiger!

54. A última batalha

## Alguns lançamentos
A série foi transmitida na Itália no final dos anos 70, apelidado como Ultralion, e no Brasil sob o título Lion Man. A série também foi dublada em Inglês, mas apenas um episódio (o primeiro) surgiu na América do Norte, lançado em fita VHS na década de 1980, intitulada Mágica do Ninja e vendido através de lojas de brinquedos.

## Elenco brasileiro de dublagem
- Shishimaru/Lion Man - Leonardo Camilo (1ª voz) e Alexandre Reinecke (2ª voz)
- Saori - Lucia Helena
- Kosuke - Hermes Baroli
- Gosun - Gilberto Baroli
- Mestre Kashinkoji: Gastão Malta (1ª voz), Jorge Pires (2ª voz) e Oswaldo Boaretto (3ª voz)
- Devilnoba: Mauro de Almeida
- Monstros: Will Damas (ep 01), Mauro de Almeida (ep 02), Luis Antônio Lobue (ep 07), Guilherme Lopes (ep 08), Nelson Machado (ep 09), João Francisco Garcia (ep 11), Gilberto Baroli (ep 12), Oswaldo Boaretto (ep 13), Francisco Bretas (ep 14) e Mauro de Almeida (ep 22).
- Narração: Carlos Alberto do Amaral
- Vozes adicionais: Oswaldo Boaretto, Gilberto Baroli, Guilherme Lopes, Élcio Sodré, Tatá Guarnieri, Márcia Gomes, Will Damas, Patrícia Scalvi, Ézio Ramos, Mauro Eduardo Lima.

Dublagem de época
- Shishimaru/Lion Man - Newton DaMata
- Saori - Marisa Leal
- Kosuki - Peterson Adriano
- Mestre Kashinkoji - Isaac Bardavid
- Gosun - Silvio Navas